# 에브리바디 페이머스
《에브리바디 페이머스》(Iedereen Beroemd!, Everybody Famous!)는 네덜란드에서 제작된 도미니크 데루데르 감독의 2000년 영화이다. 조시 드 파우 등이 주연으로 출연하였고 도미니크 데루데르 등이 제작에 참여하였다. 이 영화는 제73회 아카데미상의 외국어 영화 부문에서 지명되었다.

## 출연

### 주연
- 조시 드 파우

### 조연
- 워너 드 스메트
- 테크라 레우텐
- 빅토르 로우

## 기타
- 공동제작: 앤 도미니크 타우세인트
- 공동제작: 파스칼 주델레위즈
- 미술: 허버트 푸일